# Hedong, Anhui
Hedong (kinesiska: 河东) är ett stadsdelsdistrikt i östra Kina. Det ligger i stadsdistriktet Yingdong i staden Fuyang i provinsen Anhui, omkring 180 kilometer nordväst om provinshuvudstaden Hefei.